# Tommy Lycén
Tommy Lycén (* 5. Oktober 1981 in Rångedala, Västra Götalands län) ist ein schwedischer Fußballspieler. Der Mittelfeldspieler debütierte 2005 im schwedischen Profifußball und hat seither über 100 Spiele in Allsvenskan und Superettan bestritten.

## Werdegang
Lycén begann mit dem Fußballspielen im örtlichen Klub Rångedala IK. Von dort wechselte er 1997 in die Jugendabteilung von Brämhults IF. 2003 wechselte er zum seinerzeitigen Drittligisten Grimsås IF. Für den Verein lief er zwei Spielzeiten auf und machte im höherklassigen schwedischen Fußball auf sich aufmerksam. Västra Frölunda IF, Örebro SK und IF Elfsborg meldeten Interesse an einer Verpflichtung, Lycén entschied sich für IFK Göteborg. Am 2. Mai 2005 kam er zu seinem Debüt in der Allsvenskan, als er beim 1:1-Unentschieden bei Landskrona BoIS in der 70. Spielminute für George Mourad eingewechselt wurde. Es blieb jedoch sein einziger Spieleinsatz in der gesamten Spielzeit, so dass er zur folgenden Spielzeit an Umeå FC in die zweitklassige Superettan ausgeliehen wurde. Hier konnte er sich als Stammkraft etablieren und stand in 26 der 30 Saisonspiele in der Startelf. Am Ende der Spielzeit wurde er als bester Spieler des Jahres beim Verein ausgezeichnet. Nicht zuletzt deswegen machte er sich für andere Klubs interessant und kehrte als Spieler von IF Brommapojkarna in die Allsvenskan zurück, wo er einen Zweijahresvertrag unterschrieb. In den ersten Spielen noch in der Startformation, verlor er jedoch bald seinen Stammplatz. Daher verließ er den Klub im Sommer auf Leihbasis in Richtung Zweitligist Örgryte IS.
Im November 2007 gab GAIS die Verpflichtung Lycéns bekannt. Zunächst fand er sich bei seinem neuen Arbeitgeber auf der Ersatzbank wieder und kam hauptsächlich als Einwechselspieler zum Einsatz. Erst im Sommer 2008 stand er erstmals in der Startelf und erzielte kurze Zeit später beim 1:1-Unentschieden gegen GIF Sundsvall am 20. Juli 2008 mit dem Treffer zum 1:0-Zwischenstand in der Nachspielzeit sein erstes Erstligator, konnte sich aber nicht dauerhaft festsetzen. Zu Beginn der Spielzeit 2009 avancierte er unter dem neuen Trainer Alexander Axén zum Stammspieler und kam trotz eines Platzverweises im Spiel gegen Trelleborgs FF zu 21 Ligaeinsätzen im Saisonverlauf. In der anschließenden Spielzeit schwankte er zwischen Ersatzbank und Stammelf. Im Oktober zog der Mittelfeldspieler, dessen Vertrag zum Saisonende auslief, sich einen Achillessehnenriss zu. Der Verein kündigte im November jedoch an, ihm abhängig vom Genesungsprozess einen kurzzeitig geltenden Vertrag anzubieten. Ende November unterzeichnete er letztlich einen Kurzzeitvertrag beim Klub, blieb aber im folgenden Halbjahr ohne Spieleinsatz.
Nach Auslaufen seines Vertrages im Sommer 2011 bei GAIS zunächst vereinslos, schloss sich Lycén Ende Juli dem Göteborger Lokalrivalen Örgryte IS an. Bei seinem ehemaligen Klub, nach einem Lizenzentzug mittlerweile in der drittklassigen Division 1 antretend, unterschrieb er einen Vertrag bis zum Saisonende mit Option auf eine einjährige Verlängerung. Anfangs über weite Strecken Stammspieler, fand er sich in seinem zweiten Jahr beim Klub zunehmend auf der Ersatzbank wieder. Trotz erfolgreicher Rückkehr in die Zweitklassigkeit Ende 2012 gehörte er im Januar 2013 zu fünf Spielern, von denen sich der Klub trennte.